# 156 г. пр.н.е.
56 (сто петдесет и шеста) година преди новата ера (пр.н.е.) е година от доюлианския (Помпилийски) римски календар.

## Събития

### В Римската република
- Консули са Луций Корнелий Лентул Луп и Гай Марций Фигул (за II път).
- Римляните водят военна кампания срещу пиратите по Далматинското крайбрежие.[1]

### В Азия
- Царят на Пергам Атал II побеждава претендента Ороферн и помага на Ариарат V да се утвърфи като цар на Кападокия.[1]
- Царят на Витиния Прусий II нахлува в пергамската територия и побеждава Атал и разграбва (през тази или следващата година) неохраняваните храмове и светилища извън град Пергам.[1][2]
- Атал изпраща посланици, които да придружат завръщащият се в Рим Публий Корнелий Лентул и да се оплачат от нападението пред Сената. Сенаторите изпращат двама посланици, които да разследват на място твърденията на Атал.[2]

## Родени
- 30 юни – Хан Уди, китайски император от династията Хан (умрял 87 г. пр.н.е.)